# Swobodny przepływ osób
Swobodny przepływ osób – jedna z podstawowych swobód zagwarantowanych w traktatach ustanawiających Wspólnoty Europejskie. Obejmuje prawo obywatela jednego państwa członkowskiego do osiedlania się lub pracy w innym państwie członkowskim Wspólnoty Europejskiej oraz specyficznych członków ich rodzin.
Spod działania tej swobody wyłączone są pewne grupy zawodowe: osoby świadczące pracę dla organów publicznych, porządkowych, dyplomacji, sędziów, policji, organów skarbowych.

## Osoby objęte swobodą
Osobami mogącymi korzystać ze swobody objęci są:
- obywatele Unii,
- ich małżonkowie (różnej płci lub tej samej płci[1]),
- ich partnerzy (innej lub tej samej płci),
- bezpośrednie potomstwo (np. dzieci, wnukowie, prawnukowie) do 21 r. ż. obywatela Unii lub jego/jej małżonka lub partnera,
- zależni bezpośredni krewni obywateli Unii lub małżonka lub partnera (np. rodzice w podeszłym wieku).

## Okresy przejściowe w swobodzie przepływu osób
¹Ponowne wprowadzenie przez Hiszpanię ograniczenia w dostępie do rynku pracy dla Rumunii w 2011 roku.

²Rynek pracy w Liechtensteinie jest zamknięty dla cudzoziemców. Osoby chcące podjąć pracę w tym kraju muszą uzyskać pozwolenie. Liechtenstein nie stosuje rozwiązań przejściowych ustanowionych w traktacie akcesyjnym, lecz postanowienia zawarte w załączniku VIII do umowy o EOG.

³Ponowne wprowadzenie przez Szwajcarię ograniczenia w dostępie do rynku pracy dla krajów grupy A8.

### Ograniczenia wobec obywateli państw, które wstąpiły do UE w 2004 roku
Okresy przejściowe zostały wprowadzone na 7 lat, jednak zgodnie z zasadą „2+3+2”:
1. 2-letni okres przejściowy: 1 maja 2004 – 30 kwietnia 2006
2. 3-letni okres przejściowy: 1 maja 2006 – 30 kwietnia 2009
3. 2-letni okres przejściowy: 1 maja 2009 – 30 kwietnia 2011

Poszczególne kraje mogą zrezygnować ze stosowania kolejnych okresów. Wszystkie okresy przejściowe zostały zniesione z dniem 1 maja 2011 roku.

#### Pierwszy etap
W okresie 01.05.2004-30.04.2006 okresy przejściowe były stosowane przez:
- większość starych krajów członkowskich (wszystkie poza Wielką Brytanią, Irlandią i Szwecją) dla 8 z 10 nowych krajów członkowskich (poza Maltą i Cyprem), które przystąpiły do wspólnoty 1 maja 2004 roku
- trzy nowe kraje członkowskie (Polska, Słowenia, Węgry) na zasadzie wzajemności (dla tych krajów, które wprowadzą ograniczenia dla obywateli nowych krajów członkowskich).
- Malta zastrzegła sobie prawo do późniejszego (przez okres do siedmiu lat od daty wstąpienia do UE) wprowadzenia okresów przejściowych wobec obywateli wszystkich państw UE w przypadku zaobserwowania problemów na swoim rynku pracy. Jeżeli w tym czasie równowaga maltańskiego rynku pracy zostanie zakłócona w stopniu zagrażającym stopie życiowej lub poziomowi zatrudnienia w danym regionie lub sektorze zatrudnienia, wówczas państwo może wprowadzić ww. ograniczenia. W tym celu, Malta utrzyma system pozwoleń na pracę w celu monitorowania swojego rynku pracy tak, aby z wyprzedzeniem kontrolować niepokojące sytuacje. Takie pozwolenia na pracę są wydawane automatycznie.

#### Drugi etap
- W 3-letnim okresie przejściowym (01.05.2006-30.04.2009), ograniczenia zniosły: Portugalia, Hiszpania, Grecja, Finlandia i Islandia (1 maja 2006 r.), Włochy (27 lipca 2006 r.), Holandia (1 maja 2007 r.), Luksemburg (1 listopada 2007) oraz Francja (1 lipca 2008).
- Ze stosowania okresów przejściowych wobec obywateli państw, które takie ograniczenia wobec nich utrzymują, zrezygnowały Słowenia (w maju 2006) i Polska (w styczniu 2007).

#### Trzeci etap
W trzecim etapie (01.05.2009-30.04.2011) ograniczenia zniosły Belgia, Dania i Norwegia (1 maja 2009). Austria, Niemcy i Szwajcaria utrzymały okresy przejściowe do końca 1 maja 2011 roku.
W 2012 roku Szwajcaria wprowadziła ograniczenia dla obywateli 8 państw Europy środkowo-wschodniej.

### Ograniczenia wobec obywateli państw, które wstąpiły do UE w 2007 roku
Okresy przejściowe zostały wprowadzone na 7 lat, jednak zgodnie z zasadą „2+3+2”:
1. 2-letni okres przejściowy: 1 stycznia 2007 – 31 grudnia 2008
2. 3-letni okres przejściowy: 1 stycznia 2009 – 31 grudnia 2011
3. 2-letni okres przejściowy: 1 stycznia 2012 – 31 grudnia 2013

Poszczególne kraje mogą zrezygnować ze stosowania kolejnych okresów. Wszystkie okresy przejściowe muszą zostać zniesione z dniem 31 grudnia 2013 roku.

#### Pierwszy etap
- Spośród dziesięciu państw, które rozszerzyły Unię w 2004 roku, jedynie Węgry i Malta zdecydowały się wprowadzić ograniczenia w dostępie do swych rynków pracy wobec obywateli Bułgarii i Rumunii.
- Spośród 19 pozostałych państw, okresów przejściowych nie zastosowały tylko Szwecja i Finlandia.
- Bułgaria i Rumunia zdecydowały nie wprowadzać ograniczeń dla żadnego spośród państw UE/EOG oraz Szwajcarii.

#### Drugi etap
- w 2009 roku ograniczenia w dostępie do rynków pracy wobec obywateli Bułgarii i Rumunii zniosły: Dania, Grecja, Hiszpania, Portugalia i Węgry
- w 2012 roku ograniczenia w dostępie do rynków pracy wobec obywateli Bułgarii i Rumunii zniosły:Irlandia,Islandia,Norwegia i Włochy

W roku 2011 Hiszpania wprowadziła ponowne ograniczenia w dostępie do rynku pracy dla Rumunii.